# Tauraco macrorhynchus
El turaco piquigualdo o turaco de pico amarillo (Tauraco macrorhynchus) es una especie de ave del orden Musophagiformes de la familia Musophagidae que vive los bosques tropicales del África ecuatorial.

## Taxonomía
Fue descrita por primera vez por el zoólogo británico Louis Fraser en 1.839 a partir de un ejemplar que observó Sierra Leona. Se han descrito dos subespecies:
- T. m. macrorhynchus (Fraser, 1839) Turaco de cresta de punta negra - vive desde Sierra Leona hasta Ghana
- T. m. verreauxii (Schlegel, 1854) Turaco de cresta de punta roja - vive en el Golfo de Guinea, incluyendo la isla de Bioko.

Algunos autores sugieren que estas dos subespecies pueden ser dos especies diferentes.

## Descripción
El turaco piquigualdo mide alrededor de 42 cm de longitud y pesa entre 215 y 270 gramos. Presenta de un colorido verde la cabeza, el cuello y el pecho; del mismo color es la cresta redondeada en forma de casco y que tiene la punta coloreada en blanco y negro o rojo según la subespecie. El resto del cuerpo, las alas y la cola son de un metalizado azul violáceo. El interior de las alas presenta plumas de color rojo intenso. En la parte inferior del ojo presenta dos rayas paralelas una negra y otra blanca. El anillo ocular es de color rojo y el pico, como el nombre de la especie indica, es de color amarillo.

## Distribución y hábitat
Se encuentra en dos zonas del África ecuatorial separadas por el Corredor Togo-Dahomey. La zona occidental abarca desde Sierra Leona hasta Ghana y la zona oriental enmarca el Golfo de Guinea y la isla de Bioko. Habita en los bosques tropicales hasta los 1.600 m de altitud, rara vez deja el bosque y se aventura en zonas abiertas. 

## Comportamiento
El turaco piquigualdo es un ave diurna y arbórea que pasa la mayor parte del día buscando comida entre las copas de los árboles. Baja al suelo raramente solo cuando necesita beber o darse un baño. Prefiere desplazarse saltando o caminando entre las ramas y solo utiliza las alas cuando no le queda otro remedio. Son aves territoriales que viven en pareja o en pequeños grupos.
Su alimentación consiste, básicamente, en frutas y bayas aunque también consume brotes, hojas, flores e insectos ocasionalmente.
La época de apareamiento varía según la zona y puede abarcar desde diciembre hasta agosto. Estos turacos son monógamos y se aparean de por vida. Construyen un nido de ramitas y materia vegetal en la parte alta de los árboles escondidos entre el ramaje, donde la hembra pone dos huevos que incuban ambos padres. La incubación dura aproximadamente 20 días, tras los que nacerán dos crías con los ojos abiertos y cubiertas de un plumón castaño. Los padres alimentaran a los polluelos durante dos o tres semanas mientras las crías se dedican a explorar los alrededores del nido. Cuando tengan 4 o 5 semanas ya serán capaces de volar y abandonaran el nido aunque aun seguirán un tiempo al cuidado paterno.

## Conservación
De preocupación menor según la UICN, su conservación necesitará una revisión en los próximos años debido a que su población se encuentra decreciendo debido a la destrucción de su hábitat y al comercio exótico de especies.